# Вещиците от Ийст Енд
„Вещиците от Ийст Енд“ е американски телевизионен сериал, създаден по едноименния роман на Мелиса де ла Круз. Премиерата на поредицата е на 6 октомври 2013 г. по канала „Lifetime“.
След излъчването на премиерните епизоди от първи сезон, Lifetime поръчва втори сезон от 13 епизода, чиято премиера е насрочена за 6 юли 2014 г. През ноември същата година сериалът е спрян поради значителен спад в рейтинга на втори сезон. Последният епизод е излъчен на 5 октомври 2014 г.

## Сюжет
Сериалът разказва за живота на семейство вещици, живеещи в измисления крайбрежен град Ийст Енд.
Сериалът се подчинява почти напълно на историята от книгите, като най-забележимата промяна е, че в началото Фрея и Ингрид не знаят за вещерските си способности. Те са част от новото поколение на вещиците и дъщери на Джоана Боучамп. Участие взима и дяволитата сестра на Джоана – Уенди.